# Langenbruck

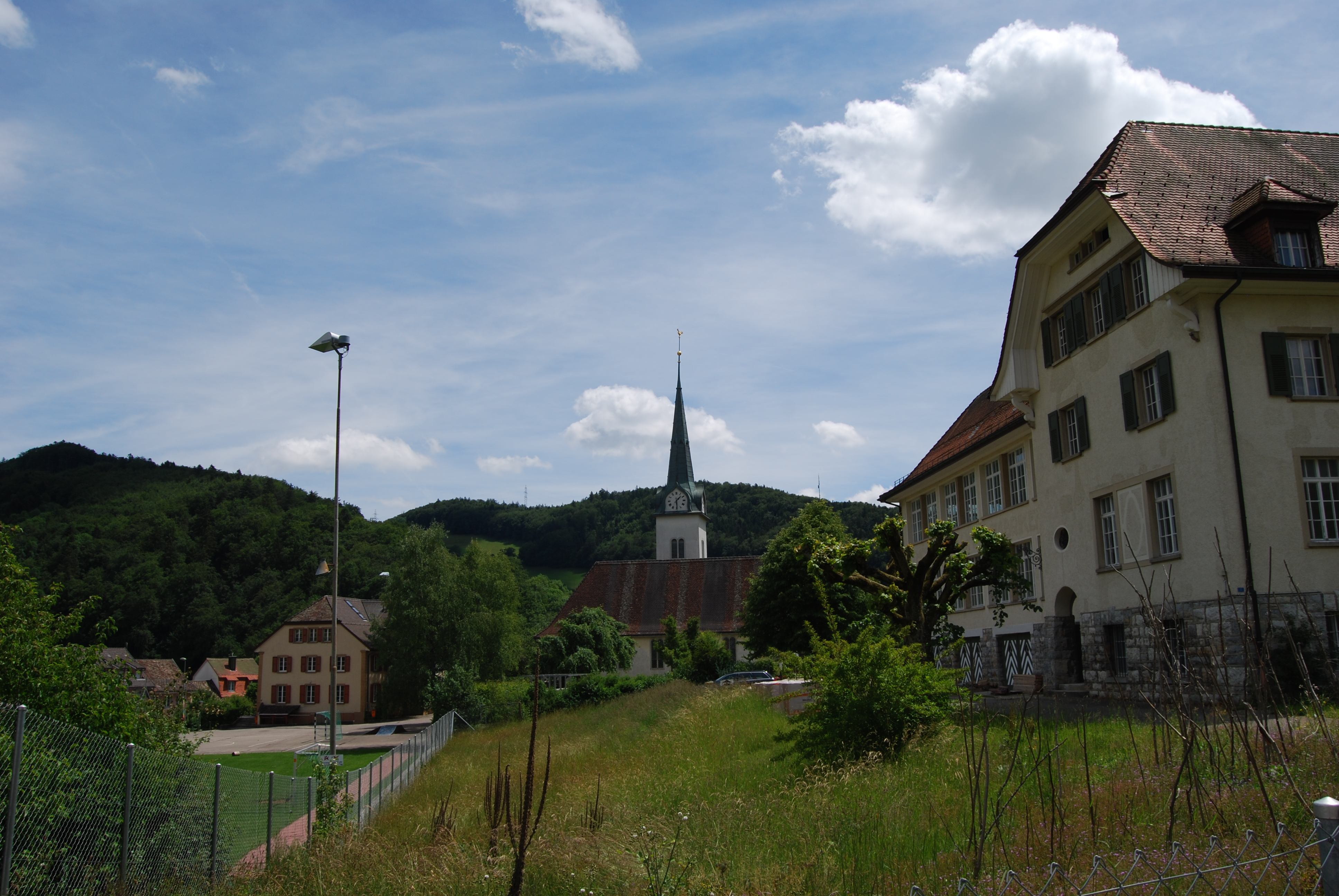
Langenbruck

Langenbruck is een gemeente en plaats in het Zwitserse kanton Basel-Landschaft, en maakt deel uit van het district Waldenburg.
Langenbruck telde in 2013 974 inwoners.

## Geboren
- Oskar Bider (1891-1919), luchtvaartpionier
- Julie Helene Bider (1894-1919), actrice